# Chris Evans
Christopher Robert Evans (Boston, 13 de junio de 1981), conocido simplemente como Chris Evans, es un actor, actor de voz, director y productor de cine estadounidense. Criado en el pueblo de Sudbury, mostró interés a temprana edad por la actuación y se mudó a Nueva York para estudiar teatro después de terminar la secundaria. Debutó como actor en 1997 al aparecer en un cortometraje educativo y años más tarde, en el 2000, protagonizó la serie Opposite Sex. Después de ello, ganó reconocimiento por su participación en películas como Not Another Teen Movie (2001) y The Perfect Score (2004).
Evans interpretó a Antorcha Humana en la película Los 4 Fantásticos (2005) y su secuela Los 4 Fantásticos y Silver Surfer (2007), que se convirtieron en sus primeros éxitos en taquilla, papel que repitió en Deadpool & Wolverine (2024). Luego de varios años protagonizando comedias y fantasías poco exitosas, ganó reconocimiento internacional por interpretar a Steve Rogers / Capitán América en el Universo Cinematográfico de Marvel, protagonizando Capitán América: el primer vengador (2011), The Avengers (2012), Captain America: The Winter Soldier (2014), Avengers: Age of Ultron (2015), Capitán América: Civil War (2016), Avengers: Infinity War (2018) y Avengers: Endgame (2019), que recibieron elogios de la crítica y fueron éxitos en taquilla. En 2020 volvió a la televisión protagonizando la miniserie Defending Jacob, donde también fue productor ejecutivo.
Evans ha figurado en la lista anual de Forbes de los actores mejor pagados del cine en cuatro ocasiones y es también uno de los diez actores más taquilleros de la historia. A lo largo de su carrera ha sido reconocido con premios en los Kids' Choice Awards, los MTV Movie & TV Awards, los People's Choice Awards y los Scream Awards. Fuera de la actuación, ha apoyado a distintas asociaciones en favor de la salud de los niños, además de defender los derechos de las personas LGBT y al Partido Demócrata de los Estados Unidos.

## Biografía

### 1981-1996: primeros años y educación
Christopher Robert Evans nació el 13 de junio de 1981 en la ciudad de Boston, en el estado de Massachusetts (Estados Unidos), hijo de Robert Evans III, un dentista, y Lisa Capuano, una directora de teatro. Tiene ascendencia británica y alemana por su padre, así como italiana e irlandesa por su madre. Es el segundo de cuatro hijos del matrimonio entre Evans III y Capuano; tiene una hermana mayor llamada Carly, un hermano menor llamado Scott (también actor) y una hermana menor llamada Shanna. Creció junto a su familia el pueblo de Sudbury y asistió a la Lincoln-Sudbury Regional High School hasta su graduación en 1999.
Durante su tiempo en la secundaria, apareció en un cortometraje educativo titulado Biodiversity: Wild About Life!, así como en un comercial de Hasbro, y su madre constantemente le daba clases de claqué, habilidad que Evans utilizó como método de terapia para controlar la ansiedad. Inicialmente, quiso dedicarse a ser animador en Disneyland o artista, bien fuese dibujando o pintando, pero se motivó a seguir una carrera como actor por la profesión de su madre y por su fanatismo a la película One Flew Over the Cuckoo's Nest (1975). Luego de graduarse de la secundaria, se mudó a un apartamento en Nueva York para estudiar actuación en el Instituto de Teatro y Cine Lee Strasberg. En este tiempo, sus padres se divorciaron y su padre tuvo tres hijos en su segundo matrimonio.

### 2000-2010: inicios como actor
Mientras tomaba clases en Nueva York, Evans consiguió una pasantía en una oficina de casting, donde atrajo la atención de algunos ejecutivos del canal Fox, que lo contrataron para protagonizar la serie Opposite Sex, que contó con una temporada de ocho capítulos. Simultáneamente, debutó en el cine con The Newcomers (2000), además de aparecer en un episodio de The Fugitive y Boston Public. Posteriormente, comenzó a ganar reconocimiento tras protagonizar la película Not Another Teen Movie (2001), donde interpretó el papel de Jake Wyler, personaje pensado como una parodia del estereotipo del «deportista popular». La cinta tuvo un éxito inesperado según los analistas y logró recaudar 66.4 millones de dólares, tres veces su presupuesto. Después, apareció en el videoclip del tema «Tainted Love» de Marilyn Manson y en el cortometraje The Paper Boy, donde dio vida al personaje titular.

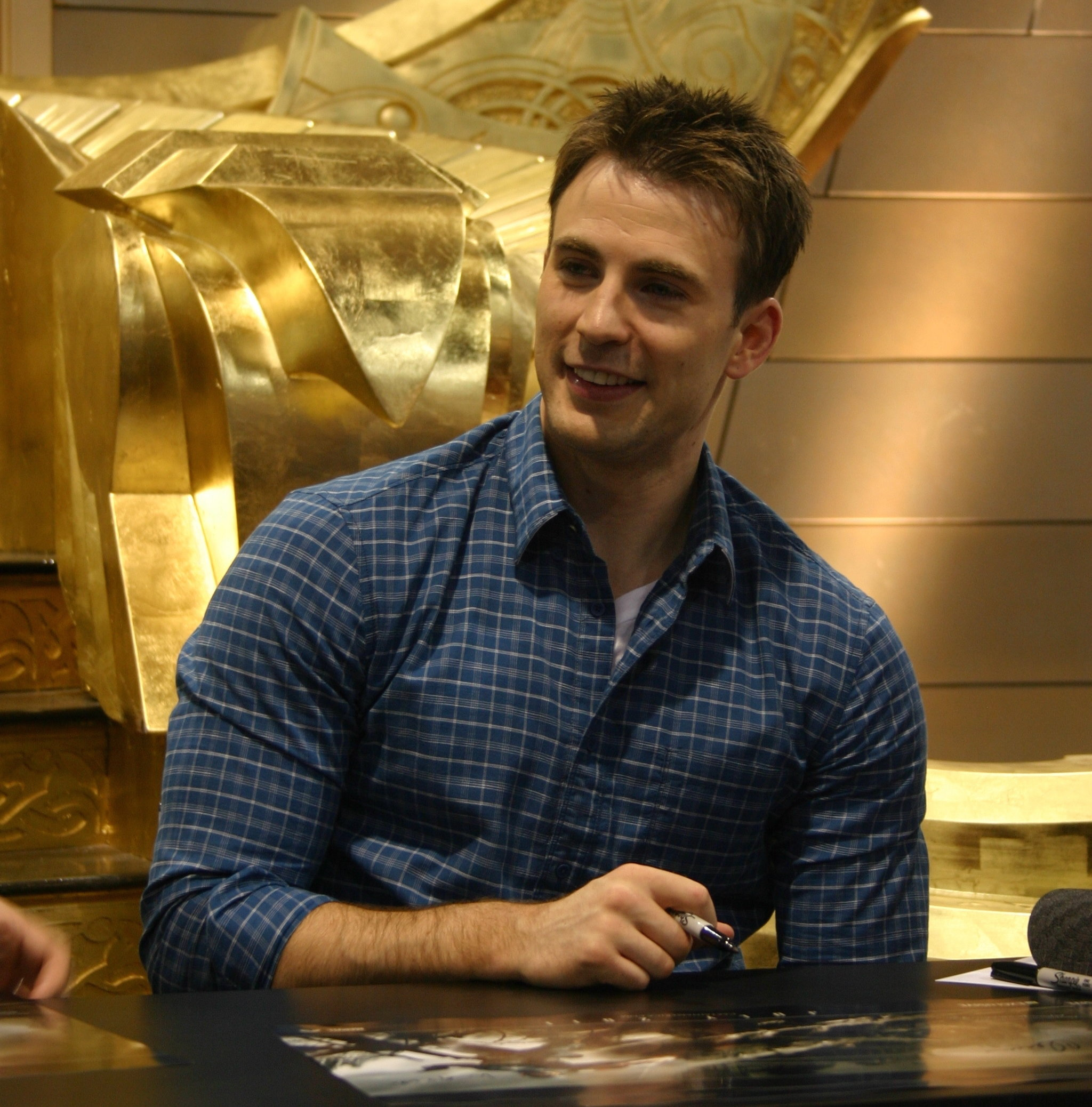
Evans en la Comic-Con de 2010.

Luego de haber grabado dos pilotos para series de televisión que no fueron emitidas, protagonizó la película de acción Cellular (2004) y tomó clases de doble durante cinco meses para poder interpretar todas las escenas de riesgo. Su actuación tuvo comentarios positivos de la crítica, quienes destacaron que el actor tenía suficiente carisma para interpretar papeles protagónicos. También protagonizó la comedia romántica The Perfect Score (2004) junto a la actriz Scarlett Johansson, así como el drama Fierce People (2005) y el drama romántico London (2005). Por otra parte, audicionó para el papel principal en la cinta Elizabethtown (2005), pero este le fue otorgado a Orlando Bloom.
Evans dio vida al personaje de  Johnny Storm / Antorcha Humana en Los 4 Fantásticos (2005), la segunda adaptación cinematográfica de dichos superhéroes que, si bien tuvo una respuesta crítica mayormente negativa, fue considerada un éxito tras recaudar 333.5 millones de dólares y además le valió al elenco una nominación a los MTV Movie Awards en la categoría de mejor equipo en pantalla. Dos años más tarde, repitió su papel en la secuela Los 4 Fantásticos y Silver Surfer (2007), que aunque tuvo una recepción crítica ligeramente más positiva, recaudó menos en la taquilla, hecho que, aunado a varios problemas con la producción, provocó que las secuelas posteriores fueran canceladas. Después, Evans hizo la voz de Casey Jones en la película animada TMNT (2007) y protagonizó The Nanny Diaries (2007), su segunda producción junto a Johansson. También interpretó al ingeniero James Mace en Sunshine (2007), que aunque fue bien recibida por los especialistas, supuso un fracaso al recaudar tan solo 34 millones.
En los años posteriores, apareció en varios filmes; interpretó al detective Paul Diskant en la película de acción Street Kings (2008), al escolta Jimmy Dobyne en el drama The Loss of a Teardrop Diamond (2008), al superhéroe Nick Gant en Push (2009), al Capitán Jake Jensen en Los Perdedores (2010) y al patinador Lucas Lee en la comedia Scott Pilgrim vs. the World (2010).

### 2011-2019: reconocimiento internacional y éxitos en taquilla

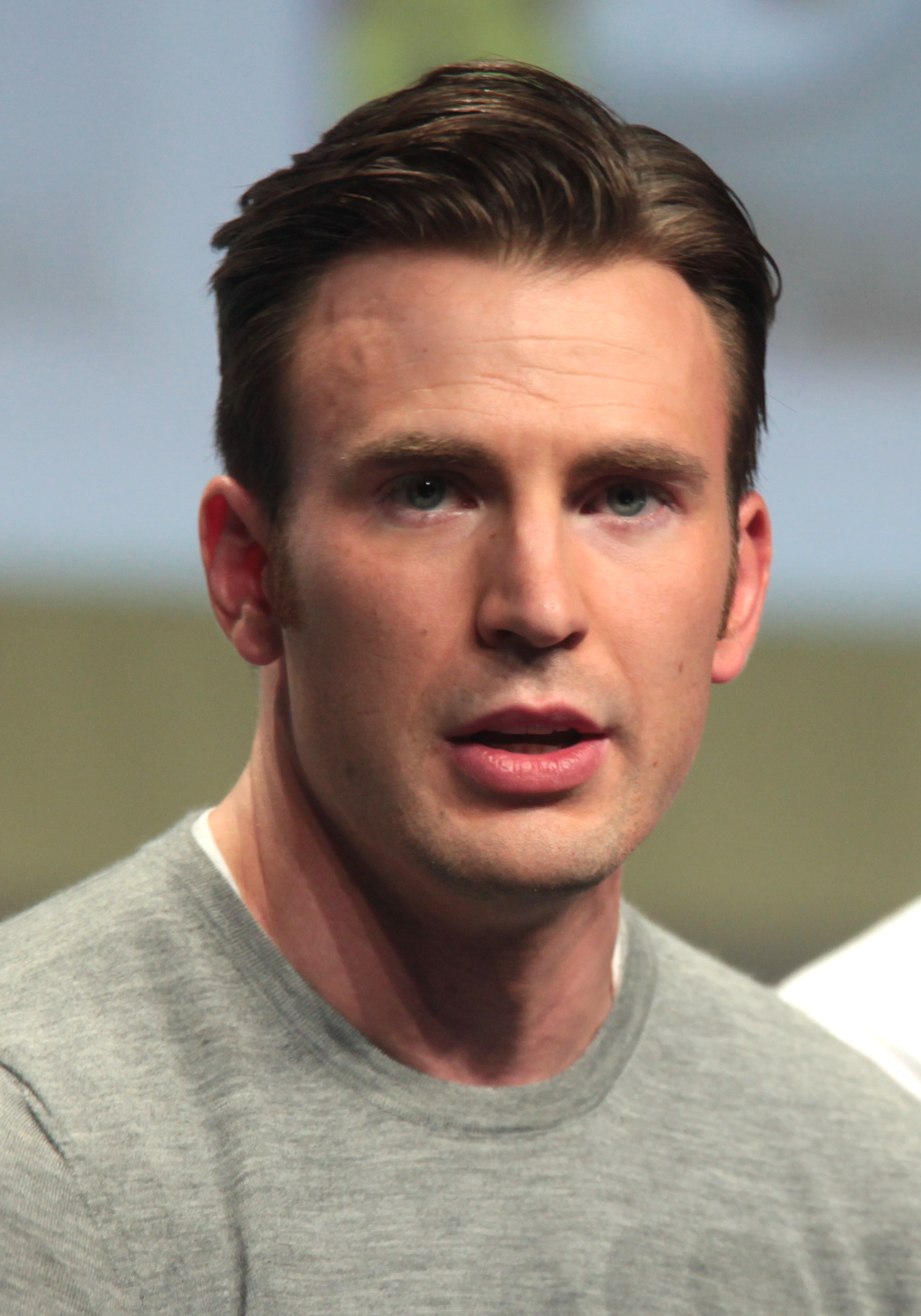
Evans en la Comic-Con de 2014.

Evans interpretó al abogado adicto a las drogas Mike Weiss en la película biográfica Puncture (2011), que narra sus esfuerzos por globalizar el uso de las jeringas seguras para prevenir contagios de VIH y otras enfermedades. Aunque la cinta tuvo una respuesta negativa, su actuación recibió comentarios positivos por parte del crítico Roger Ebert, que escribió: «Weiss es interpretado tan bien por Evans que opaca el resto del filme. Su actuación es electrificante y hace recordar a Al Pacino y Nicolas Cage». Evans ganó reconocimiento a nivel internacional interpretando a Capitán América en Capitán América: el primer vengador (2011), que fue bien recibida por la crítica y recaudó 370 millones de dólares, para entonces una de las cifras más altas por un largometraje del género de superhéroes, además que el papel lo hizo acreedor de un premio en los Scream Awards. También protagonizó What's Your Number? (2011) junto a Anna Faris como el músico Colin Shea, donde tuvo que aprender a tocar la guitarra y mejorar su canto. Al año siguiente, repitió su papel como Capitán América en The Avengers (2012), que recibió la aclamación de la crítica y se convirtió en la película más taquillera de 2012, con una recaudación de 1.5 mil millones de dólares. Tras ello, protagonizó Snowpiercer (2013) como Curtis Everett, un sobreviviente cansado de las condiciones en las que vive, lo que en un principio hizo dudar al director Bong Joon-ho sobre si escoger a Evans para el papel, ya que pensó que su buena condición física no iba acorde con la descripción del personaje y distraería a los espectadores del mensaje; por ello, debió utilizar vestimentas que taparan casi completamente su cuerpo.
El actor volvió con el papel de Capitán América con una breve aparición en Thor: The Dark World (2013) y después como protagonista en Captain America: The Winter Soldier (2014), que superó el éxito de su antecesora tras obtener buenas reseñas y haber recaudado 714 millones de dólares, con lo que fue la séptima película más taquillera de 2014. Más tarde, protagonizó e hizo su debut como director en la comedia romántica Before We Go (2014), donde interpretó al músico Nick Vaughan e intentó aprender a tocar la trompeta para el papel, pero aseguró que le resultó demasiado difícil y varias escenas del personaje tocando debieron ser removidas. El largometraje tuvo una respuesta mayormente negativa, con los expertos mostrando decepción por su trabajo como director y reprochando la falta de realismo de la historia. Luego de ello, interpretó nuevamente a Capitán América en Avengers: Age of Ultron (2015), que fue bien recibida por la crítica y recaudó 1.4 mil millones de dólares, que la hicieron la cuarta producción más taquillera de 2015.

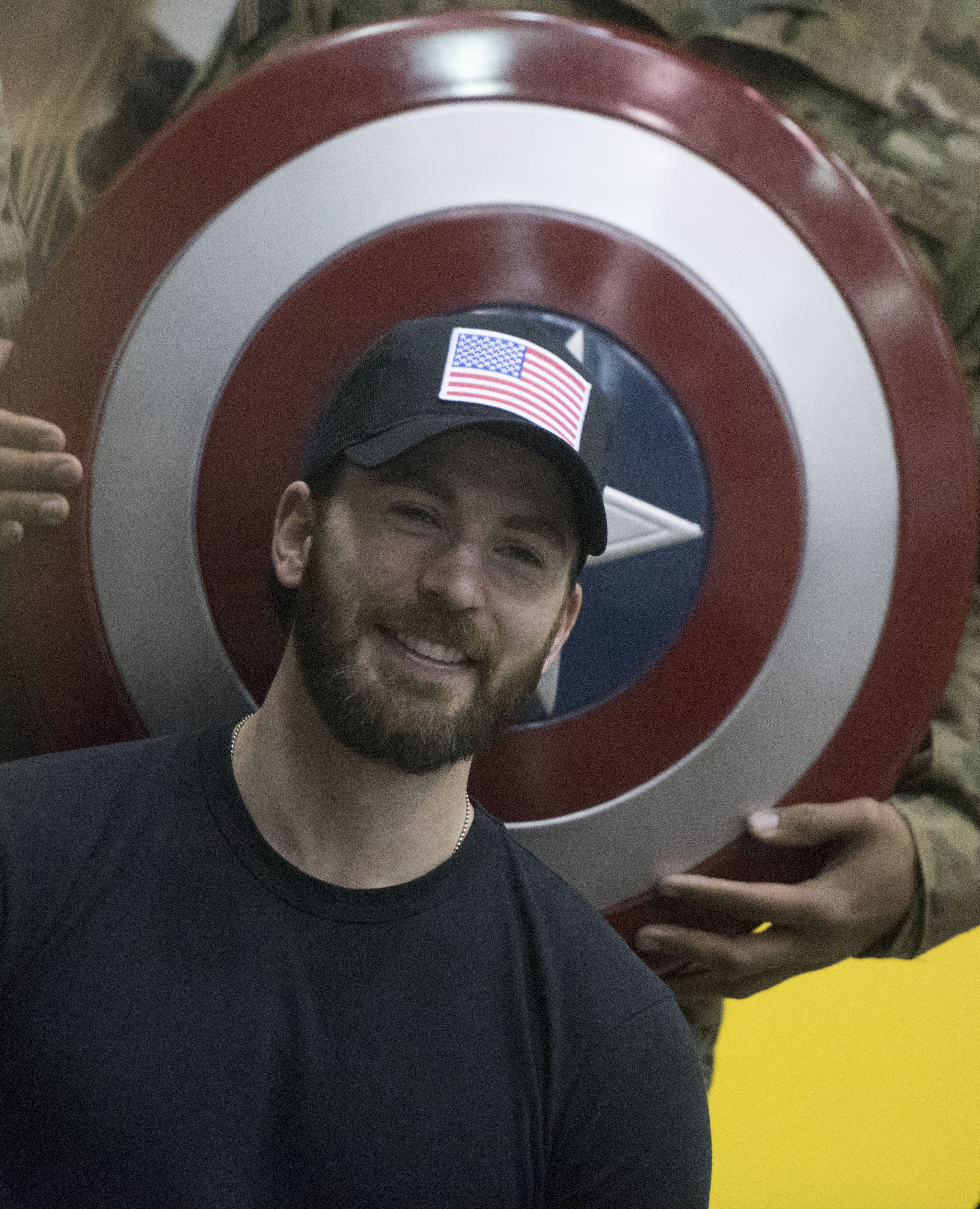
Evans en 2016 durante una visita a la Base Aérea de Bagram.

Evans tuvo un cameo en Ant-Man (2015) y posteriormente protagonizó Captain America: Civil War (2016), que superó el éxito de sus dos antecesoras luego de recaudar 1.1 mil millones de dólares, que la hicieron la película más taquillera de 2016 y de igual forma le valió premios en los Teen Choice Awards y en los Kids' Choice Awards. Además, protagonizó Un don excepcional (2017) como Frank Adler, un reparador de botes que lucha por la custodia de su sobrina con superdotación intelectual, actuación que le valió elogios y una nominación a los Teen Choice Awards como mejor actor de drama. Asimismo, fue narrador en los documentales deportivos America's Game: The 2014 New England Patriots (2015) y America's Game: 2016 Patriots (2017), así como en el militar Chain of Command (2018).
Tras una breve aparición en Spider-Man: Homecoming (2017), interpretó a Capitán América por novena ocasión en Avengers: Infinity War (2018), que continuó con su racha de éxitos tras recaudar 2 mil millones de dólares, que la convirtieron en la producción más taquillera de 2018 y en la primera del subgénero de superhéroes en exceder la cifra de 2 mil millones. Por otra parte, debutó en el teatro con la obra Our Town en 2017 y luego en Lobby Hero durante 2018; con esta última, fue nominado a los Drama League Awards y ganó en los Broadway.com Audience Awards. Al año siguiente, tuvo una breve aparición en Captain Marvel (2019) y posteriormente interpretó a Capitán América por última vez en Avengers: Endgame (2019), que logró aclamación crítica y se convirtió en la segunda película más taquillera de toda la historia con una recaudación de 2.7 mil millones de dólares. Ese mismo año, Evans apareció en Knives Out (2019) con el papel de Hugh Ransom Drysdale, el malcriado nieto de una familia multimillonaria, actuación que le valió una nominación a los Saturn Awards como mejor actor de reparto. De igual manera, la película recibió la aclamación de la crítica y logró recaudar un total de 309 millones de dólares. También protagonizó The Red Sea Diving Resort (2019), producción de Netflix en la que interpretó al agente israelí Ari Levinson y recibió reseñas mayormente negativas, con los expertos considerando que su actuación fue el principal problema de la cinta, ya que se asemejaba demasiado al papel como Capitán América.

### 2020-presente: proyectos futuros

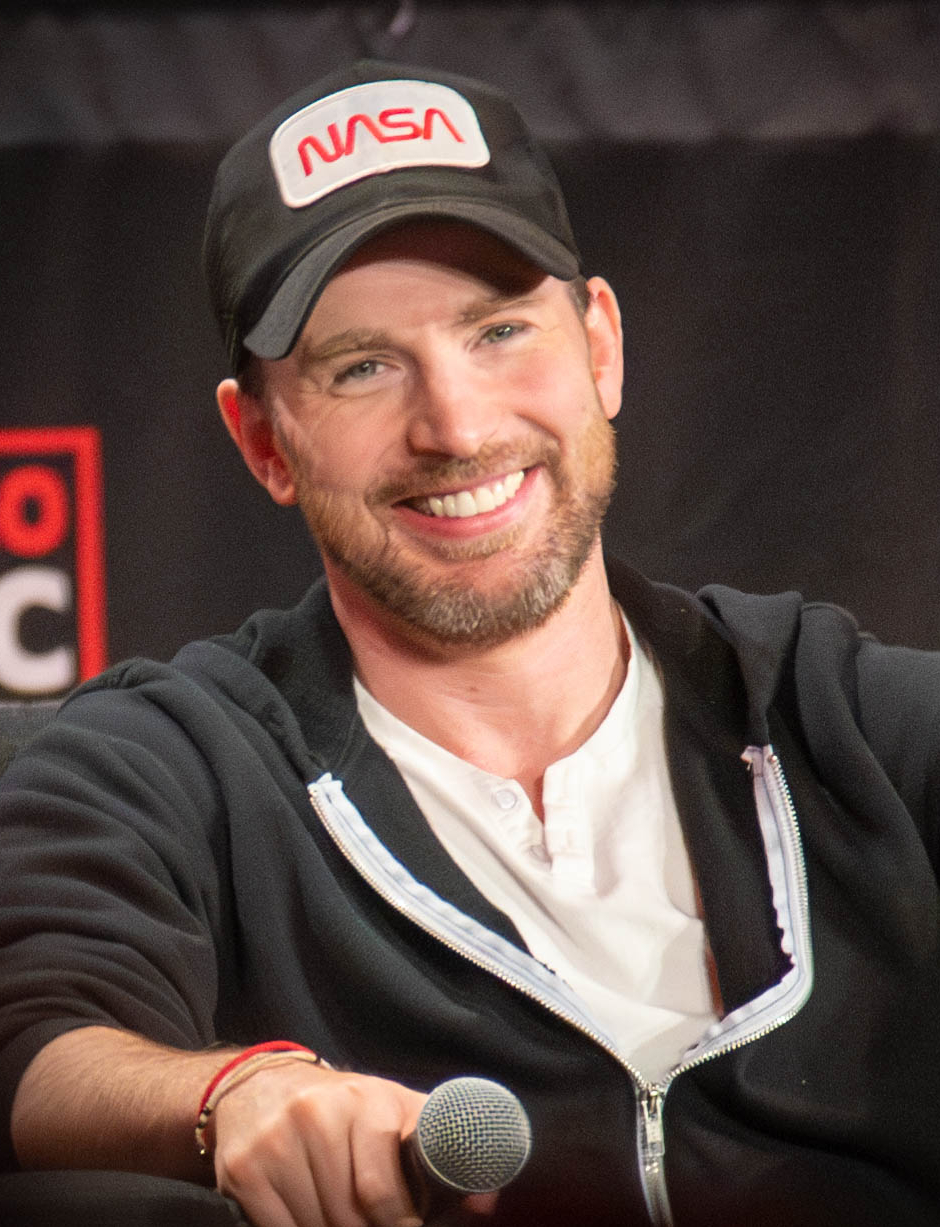
Evans en la Chicago Comic & Entertainment Expo de 2023.

En 2020, protagonizó y fue productor ejecutivo de la miniserie Defending Jacob, producción de Apple TV+ en donde interpretó a Andy Barber, un abogado cuyo hijo es acusado de asesinato. La serie en general recibió buenos comentarios por parte de la crítica, quienes destacaron la actuación de Evans como una de las mejores de su carrera. El actor tenía previsto interpretar al personaje de Lee Bodecker en The Devil All the Time (2020), pero debió abandonar el proyecto por problemas de agenda y el papel se le otorgó a Sebastian Stan.
Evans tuvo un cameo en la comedia negra Don't Look Up (2021), donde interpretó a Devin Peters, un actor ficticio que, para evitar caer en polémica, se muestra neutral ante el debate nacional y se enfoca en promocionar su más reciente película. También apareció brevemente como él mismo en Free Guy (2021), tras haber sido invitado personalmente por Ryan Reynolds, y grabó su escena en tan solo diez minutos. Dio voz al personaje de Buzz Lightyear en la cinta animada Lightyear (2022), que narra los orígenes del astronauta. El anuncio generó descontento entre los seguidores de la franquicia de Toy Story, que creyeron que Evans reemplazaría a Tim Allen como la voz oficial del personaje; sin embargo, más tarde se aclaró que interpretaría al ser humano que inspiró al juguete en cuestión. La cinta tuvo una respuesta mayormente positiva de la crítica y el público, aunque generó controversia por la inclusión de un beso entre dos personas del mismo sexo, que causó que fuera censurada en al menos catorce países. En términos comerciales, se le consideró una decepción tras no haber generado los mismos ingresos que los filmes anteriores de la franquicia de Toy Story.
También protagonizó The Gray Man (2022) acompañado de Ryan Gosling, filme dirigido por los Hermanos Russo y basado en la novela homónima de 2009 escrita por Mark Greaney. Con un presupuesto de 200 millones de dólares, fue la producción más costosa de Netflix. Tuvo una respuesta mixta por parte de la crítica, que si bien elogió las actuaciones del elenco, mencionó que el guion cae en clichés de otras películas de acción. De igual manera, protagoniza la película Ghosted para Apple TV+, así como Red One para Amazon Prime y Pain Hustlers para Netflix.
En 2024 realizó una aparición especial en la película Deadpool & Wolverine, volviendo a interpretar a la Antorcha Humana (su personaje en Fantastic Four). Además, protagonizó la película de acción navideña Red One a finales del mismo año.
En 2025, Evans interpretó al reverendo Drew Devlin en la comedia negra Honey Don't!, dirigida por Ethan Coen y coescrita junto a Tricia Cooke. La película, que forma parte de una trilogía temática iniciada con Drive-Away Dolls (2024), se presentó en la sección Midnight Screenings del Festival de Cine de Cannes el 24 de mayo de 2025, recibiendo una ovación de pie de seis minutos y medio.  Evans no asistió al estreno en Cannes para celebrar el 70.º cumpleaños de su madre, aunque expresó su apoyo al elenco y al equipo a través de redes sociales.  La película está programada para su estreno en cines en Estados Unidos el 22 de agosto de 2025.
Además protagonizó junto a Dakota Johnson y Pedro Pascal la comedia romantica, Materialists (2025), película dirigida por Celine Song con críticas positivas y éxito comercial.

## Imagen pública y filantropía

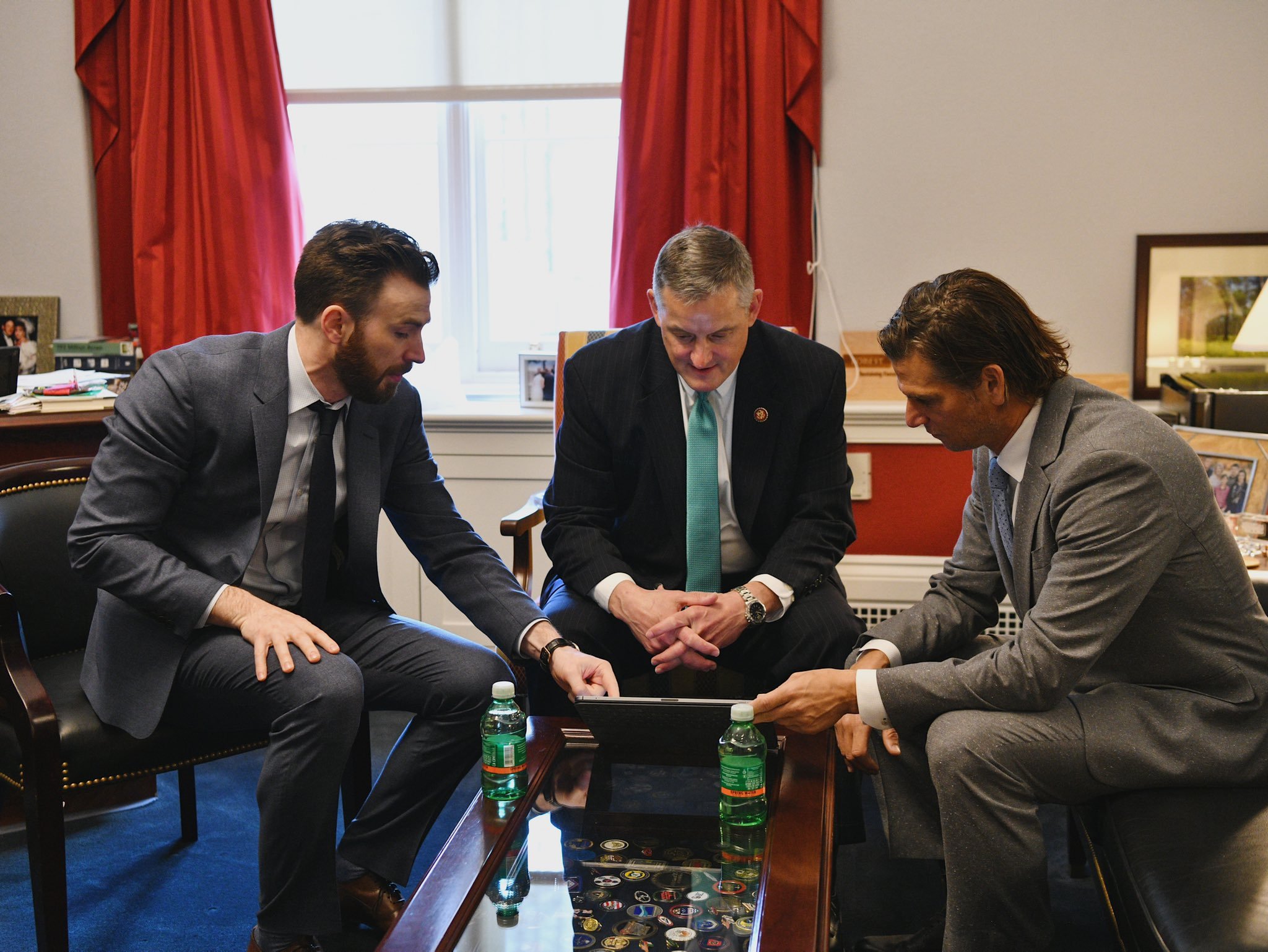
Evans (izquierda) en una reunión con el congresista Bruce Westerman (centro) y el actor Mark Kassen (derecha) en 2020.

En sumatoria de todos sus papeles protagónicos en el cine, sus películas totalizan más de 11 mil millones de dólares recaudados solo en taquilla, lo que lo convierten en uno de los diez actores más taquilleros de la historia. Contando también sus cameos y actuaciones de voz, la cifra asciende a 13.2 mil millones. Desde su entrada al Universo Cinematográfico de Marvel, ha sido además uno de los actores mejor pagados del cine y, de acuerdo con la revista Forbes, fue el trigésimo segundo actor mejor pagado de 2015 con un salario de 13.5 millones de dólares. En 2017, volvió a aparecer con 18 millones de dólares como el décimo octavo actor mejor pagado del año. En 2018, fue el décimo mejor pagado con 34 millones de dólares, mientras que en 2019 fue el octavo con 43.5 millones. Es comúnmente citado como uno de los actores más atractivos de Hollywood y se le ha otorgado el título de símbolo sexual, a pesar de que comentó que no se considera a sí mismo como alguien atractivo. En 2020, la revista People lo incluyó en su lista de los hombres vivos más atractivos del mundo y posteriormente en 2022, encabezó dicho listado.
Fuera de su trabajo como actor, apoya a numerosas asociaciones benéficas, especialmente para niños. En 2019, donó 63 mil dólares a las fundaciones Girls Inc. LA y We Have Stories para que distintas jóvenes pudieran ir a los cines a ver Captain Marvel (2019). También realizó varias visitas a niños en distintos hospitales de Estados Unidos disfrazado como Capitán América. De igual forma, ha apoyado varias causas en pro de los derechos de la comunidad LGBT; en 2012 se mostró en favor de la aprobación del matrimonio entre personas del mismo sexo en los Estados Unidos y en 2019 se posicionó en contra de una marcha por el orgullo heterosexual. Evans mencionó que su estrecha relación con su hermano Scott —quien es abiertamente homosexual— lo hizo tener mejor entendimiento de los problemas que afronta el colectivo LGBT y que esto a su vez lo motivó a abogar por dicha comunidad. En medio de la controversia por el beso entre dos personas del mismo sexo en Lightyear (2022), defendió la decisión de incluir tal escena en la película y resaltó la importancia de la representación LGBT en el cine. También se ha mostrado a favor del control de armas y el aborto legal.
Por otro lado, ha participado en varios eventos políticos para el Partido Demócrata de Estados Unidos. Apoyó a Barack Obama durante las elecciones presidenciales de Estados Unidos de 2008 y 2012, a Hillary Clinton en las de 2016 y a Joe Biden en las de 2020. Asimismo, criticó en repetidas ocasiones las políticas de gobierno de Donald Trump y su accionar ante situaciones como la pandemia de COVID-19. Junto a otros actores de Marvel Studios, realizó una recaudación de fondos para la campaña de Biden en 2020, e inició un sitio web de debate político llamado A Starting Point. En septiembre de 2020, Evans accidentalmente publicó una fotografía íntima de su persona a través de Instagram y aprovechó la atención pública para incitar a la participación en las elecciones que se celebrarían al mes siguiente. Su constante involucración en temas políticos han hecho que la prensa lo llame «el Vengador político».

## Vida personal

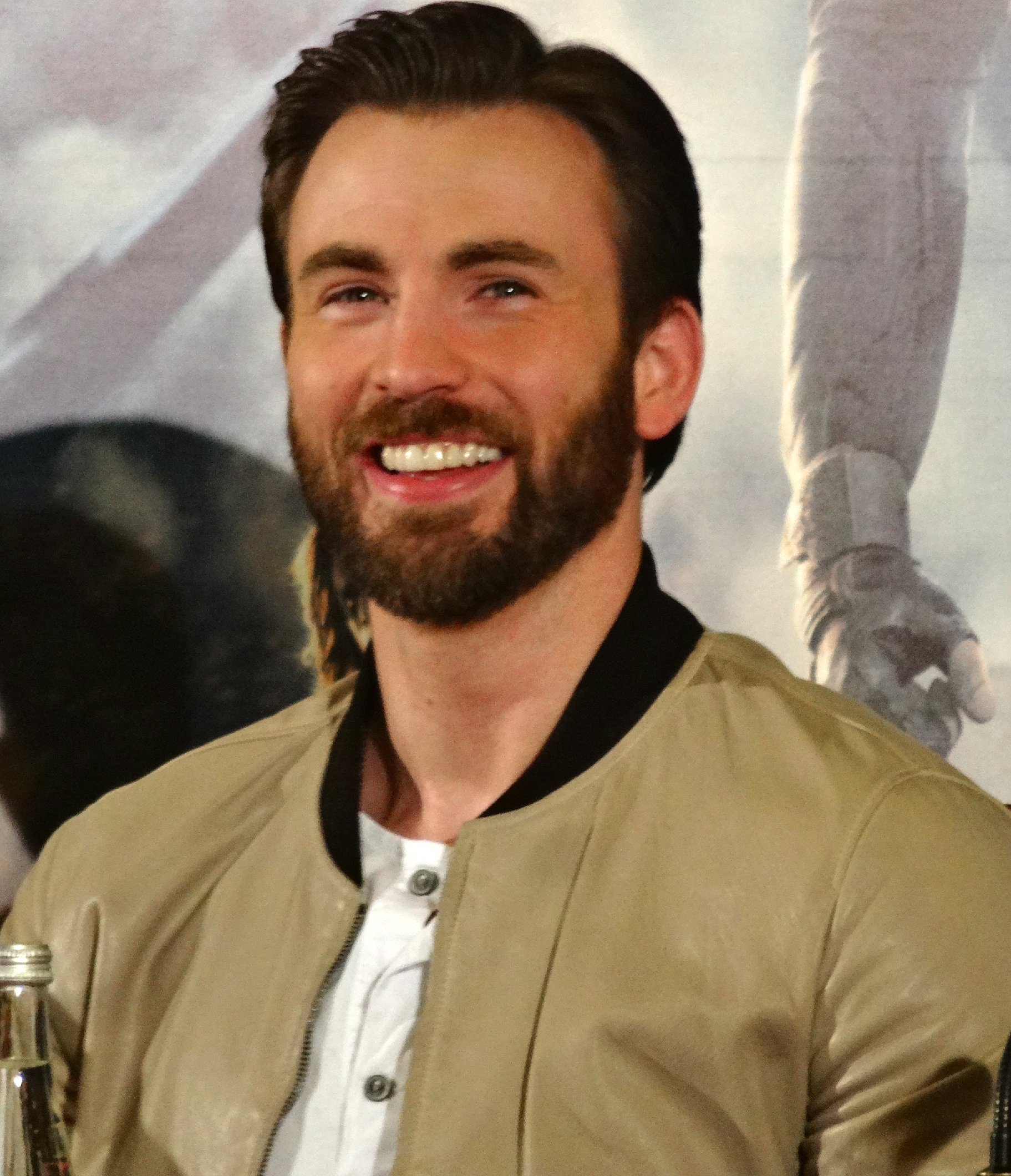
Evans en marzo de 2014.

Evans vivió en el pueblo de Sudbury desde su nacimiento hasta 1999, cuando se mudó a la ciudad de Nueva York para formarse como actor. Tras la culminación de sus estudios en 2004, se trasladó a un apartamento en la ciudad de Los Ángeles, ya que allí se grababan la mayoría de sus producciones. En 2013, adquirió una mansión valorada en 1.9 millones de dólares con el sueldo de The Avengers (2012). En 2018, se mudó temporalmente a Boston para grabar la serie Defending Jacob y la película Knives Out (2019); inicialmente pensaba regresar a Los Ángeles a inicios de 2020, pero debió extender su estadía en Boston por el confinamiento a causa de la pandemia de COVID-19. Vive con su perro Dodger, un bóxer mestizo que adoptó de un refugio mientras grababa Un don excepcional (2017). Por otra parte, mantuvo una relación con la actriz Jessica Biel desde 2001 hasta 2006 y posteriormente tuvo breves relaciones con Lily Collins, Minka Kelly y Dianna Agron. Si bien Evans y Sandra Bullock comentaron haber mantenido una relación en 2014, la actriz aclaró que se trataba solo de una broma por los rumores de la prensa de una presunta relación entre ambos luego de que él declarara que Bullock fue su «amor platónico» desde su participación en Speed (1994). En junio de 2016, inició una relación con Jenny Slate que concluyó en marzo de 2018. Se casó con la actriz Alba Baptista el 9 de septiembre de 2023 en una ceremonia privada en su casa en Cabo Cod (Massachusetts).
Por otra parte, comentó que padece de trastorno de ansiedad, condición de la que habló abiertamente por primera vez en 2016 durante una entrevista con la revista Rolling Stone. Comenzó a mostrar síntomas a mediados de 2007 tras la popularidad de Los 4 Fantásticos (2005) y Los 4 Fantásticos y Silver Surfer (2007), y esta condición lo llevó a rechazar papeles en producciones como Gone Baby Gone (2007), Fracture (2007) y Milk (2008). No fue hasta 2010 que se le realizó un diagnóstico médico a su ansiedad, luego de haber sufrido varios ataques de pánico durante la filmación de Puncture (2011) y debido a esto, consideró seriamente retirarse de la actuación. Poco después, Marvel Studios lo contactó para ofrecerle el papel de Capitán América y un contrato de nueve películas, pero Evans declinó la oferta por el miedo a que la presión social y la fama a gran escala agravaran su ansiedad. Sin embargo, el productor Kevin Feige insistió en que el actor reconsiderara la oferta, y, por consejo de su madre, finalmente aceptó interpretar al personaje. Para lidiar con el problema, visitó por tres semanas a un gurú en Rishikesh (India) para aprender a silenciar las voces en su mente, además de comenzar a ir a terapia psicológica.
Evans es estudiante del budismo y asegura que su familia es lo más importante para él. Tiene distintos tatuajes, aunque estos generalmente son ocultados con maquillaje durante sus producciones; tiene un símbolo de Tauro en honor a su madre, las iniciales «SCS» por sus hermanos (Scott, Carly y Shanna), una cita del libro Stillness Speaks de Eckhart Tolle, los nombres de su perro Dodger y de su amigo de la infancia Matt Bardsley, quien falleció en un accidente automovilístico en 2003. También tiene tatuada un águila en el pecho y el logo de los Vengadores, tatuaje que comparte con Scarlett Johansson, Robert Downey Jr., Chris Hemsworth y Jeremy Renner. Solía tener el símbolo «氏» (que erróneamente creyó que traducía «familia» en chino mandarín, cuando realmente traduce «apellido») en su brazo derecho, pero debió removerlo, ya que era difícil de ocultar.

## Filmografía
| Año  | Título                                    | Papel                          | Notas                        |
| ---- | ----------------------------------------- | ------------------------------ | ---------------------------- |
| 1997 | Biodiversity: Wild About Life!            | Rick                           | Cortometraje                 |
| 2000 | The Newcomers                             | Judd                           |                              |
| 2001 | Not Another Teen Movie                    | Jack Wyler                     |                              |
| 2003 | The Paper Boy                             | Ben Harris                     | Cortometraje                 |
| 2004 | The Perfect Score                         | Kyle                           |                              |
| 2004 | Cellular                                  | Ryan                           |                              |
| 2005 | Fierce People                             | Bryce Langley                  |                              |
| 2005 | Fantastic Four                            | Johnny Storm / Antorcha Humana |                              |
| 2005 | London                                    | Syd                            |                              |
| 2007 | TMNT                                      | Casey Jones                    | Actuación de voz             |
| 2007 | Sunshine                                  | Robert Mace                    |                              |
| 2007 | Fantastic Four: Rise of the Silver Surfer | Johnny Storm / Antorcha Humana |                              |
| 2007 | The Nanny Diaries                         | Hayden «Harvard Hottie»        |                              |
| 2007 | Battle for Terra                          | Stewart Stanton                | Actuación de voz             |
| 2008 | Street Kings                              | Paul Diskant                   |                              |
| 2008 | The Loss of a Teardrop Diamond            | Jimmy Dobyne                   |                              |
| 2009 | Push                                      | Nick Gant                      |                              |
| 2010 | The Losers                                | Jake Jensen                    |                              |
| 2010 | Scott Pilgrim vs. The World               | Lucas Lee                      |                              |
| 2011 | Puncture                                  | Mike Weiss                     |                              |
| 2011 | What's Your Number?                       | Colin Shea                     |                              |
| 2011 | Captain America: The First Avenger        | Steve Rogers / Capitán América |                              |
| 2012 | The Iceman                                | Robert «Mr. Freezy» Pronge     |                              |
| 2012 | The Avengers                              | Steve Rogers / Capitán América |                              |
| 2013 | Snowpiercer                               | Curtis Everett                 |                              |
| 2013 | Thor: The Dark World                      | Steve Rogers / Capitán América | Cameo                        |
| 2014 | Before We Go                              | Nick Vaughan                   | También director y productor |
| 2014 | Captain America: The Winter Soldier       | Steve Rogers / Capitán América |                              |
| 2015 | Avengers: Age of Ultron                   | Steve Rogers / Capitán América |                              |
| 2015 | Ant-Man                                   | Steve Rogers / Capitán América | Cameo                        |
| 2015 | Playing It Cool                           | Me                             | También productor ejecutivo  |
| 2016 | Captain America: Civil War                | Steve Rogers / Capitán América |                              |
| 2017 | Gifted                                    | Frank Adler                    |                              |
| 2017 | Spider-Man Homecoming                     | Steve Rogers / Capitán América | Cameo                        |
| 2018 | Avengers: Infinity War                    | Steve Rogers / Capitán América |                              |
| 2019 | Captain Marvel                            | Steve Rogers / Capitán América | Cameo                        |
| 2019 | Avengers: Endgame                         | Steve Rogers / Capitán América |                              |
| 2019 | Superpower Dogs                           | Narrador                       |                              |
| 2019 | Knives Out                                | Hugh Ransom Drysdale           |                              |
| 2019 | The Red Sea Diving Resort                 | Ari Levinson                   |                              |
| 2021 | Free Guy                                  | Él mismo                       | Cameo                        |
| 2021 | Don't Look Up                             | Devin Peters                   | Cameo                        |
| 2022 | Lightyear                                 | Buzz Lightyear                 | Actuación de voz             |
| 2022 | The Gray Man                              | Lloyd Hansen                   |                              |
| 2023 | Ghosted                                   | Cole Turner                    |                              |
| 2023 | Pain Hustlers                             | Pete Brenner                   |                              |
| 2024 | Deadpool & Wolverine                      | Johnny Storm / Antorcha Humana |                              |
| 2024 | Red One                                   | Jack O'Malley                  |                              |
| 2025 | Honey Don't!                              | Reverendo Dean Devlin          |                              |
| 2025 | Materialists                              | John                           |                              |

| Año  | Título                  | Papel                   | Notas                         |
| ---- | ----------------------- | ----------------------- | ----------------------------- |
| 2000 | Opposite Sex            | Cary Baston             | Elenco principal; 8 episodios |
| 2000 | The Fugitive            | Zack Lander             | Episodio: «Guilt»             |
| 2001 | Boston Public           | Neil Mavromates         | Episodio: «Chapter Nine»      |
| 2002 | Eastwick                | Adam                    | Película de televisión        |
| 2003 | Skin                    | Brian                   | Episodio: «Pilot»             |
| 2008 | Robot Chicken           | Varios personajes (voz) | Episodio: «Monstourage»       |
| 2020 | Defending Jacob         | Andy Barber             | Protagonista (miniserie)      |
| 2023 | Scott Pilgrim Takes Off | Lucas Lee (voz)         | Elenco principal; 8 episodios |

| Año  | Título     | Papel    | Notas |
| ---- | ---------- | -------- | ----- |
| 2017 | Our Town   | Mr. Webb |       |
| 2018 | Lobby Hero | Bill     |       |

| Año  | Título                         | Papel                          | Notas |
| ---- | ------------------------------ | ------------------------------ | ----- |
| 2005 | Fantastic Four                 | Johnny Storm / Antorcha Humana | Voz   |
| 2011 | Captain America: Super Soldier | Steve Rogers / Capitán América | Voz   |
| 2012 | Discovered                     | Él mismo                       | Voz   |
| 2016 | Lego Marvel's Avengers         | Steve Rogers / Capitán América | Voz   |

## Premios y nominaciones
| Año  | Premiación                   | Categoría                                       | Nominado por                        | Resultado | Ref.    |
| ---- | ---------------------------- | ----------------------------------------------- | ----------------------------------- | --------- | ------- |
| 2005 | MTV Movie Awards             | Mejor Equipo en Pantalla                        | Los 4 Fantásticos                   | Nominado  | [ 147 ] |
| 2006 | Scream Awards                | Mejor Superhéroe                                | Los 4 Fantásticos                   | Nominado  | [ 148 ] |
| 2007 | Scream Awards                | Mejor Superhéroe                                | Los 4 Fantásticos y Silver Surfer   | Nominado  | [ 149 ] |
| 2007 | Teen Choice Awards           | Mejor Actor de Cine de Acción o Aventura        | Los 4 Fantásticos y Silver Surfer   | Nominado  | [ 150 ] |
| 2007 | Teen Choice Awards           | Mejor Pelea en Película                         | Los 4 Fantásticos y Silver Surfer   | Nominado  | [ 150 ] |
| 2011 | MTV Movie Awards             | Mejor Héroe                                     | Capitán América: el primer vengador | Nominado  | [ 151 ] |
| 2011 | People's Choice Awards       | Superhéroe Favorito                             | Capitán América: el primer vengador | Nominado  | [ 152 ] |
| 2011 | Saturn Awards                | Mejor Actor                                     | Capitán América: el primer vengador | Nominado  | [ 153 ] |
| 2011 | Scream Awards                | Mejor Superhéroe                                | Capitán América: el primer vengador | Ganador   | [ 36 ]  |
| 2011 | Scream Awards                | Mejor Actor de Ciencia Ficción                  | Capitán América: el primer vengador | Nominado  | [ 36 ]  |
| 2011 | Teen Choice Awards           | Mejor Actor de Cine del Verano                  | Capitán América: el primer vengador | Nominado  | [ 154 ] |
| 2012 | Teen Choice Awards           | Mejor Pelea en Película                         | Capitán América: el primer vengador | Nominado  | [ 155 ] |
| 2012 | Teen Choice Awards           | Roba Escenas de Cine                            | The Avengers                        | Nominado  | [ 155 ] |
| 2013 | MTV Movie Awards             | Mejor Pelea                                     | The Avengers                        | Ganador   | [ 156 ] |
| 2013 | People's Choice Awards       | Estrella de Cine de Acción Favorita             | The Avengers                        | Nominado  | [ 157 ] |
| 2013 | People's Choice Awards       | Superhéroe Favorito                             | The Avengers                        | Nominado  | [ 157 ] |
| 2014 | Teen Choice Awards           | Mejor Actor de Cine de Ciencia Ficción/Fantasía | Captain America: The Winter Soldier | Nominado  | [ 158 ] |
| 2014 | Teen Choice Awards           | Mejor Química (con Anthony Mackie)              | Captain America: The Winter Soldier | Nominado  | [ 158 ] |
| 2014 | Teen Choice Awards           | Mejor Beso (con Scarlett Johansson)             | Captain America: The Winter Soldier | Nominado  | [ 158 ] |
| 2014 | Young Hollywood Awards       | Mejor Superhéroe                                | Captain America: The Winter Soldier | Nominado  | [ 159 ] |
| 2015 | Critics' Choice Awards       | Mejor Actor de Acción                           | Captain America: The Winter Soldier | Nominado  | [ 160 ] |
| 2015 | Kids' Choice Awards          | Actor de Cine de Acción Favorito                | Captain America: The Winter Soldier | Nominado  | [ 161 ] |
| 2015 | MTV Movie Awards             | Mejor Pelea                                     | Captain America: The Winter Soldier | Nominado  | [ 162 ] |
| 2015 | MTV Movie Awards             | Mejor Beso (con Scarlett Johansson)             | Captain America: The Winter Soldier | Nominado  | [ 162 ] |
| 2015 | People's Choice Awards       | Dúo Favorito (con Scarlett Johansson)           | Captain America: The Winter Soldier | Nominado  | [ 163 ] |
| 2015 | People's Choice Awards       | Actor de Cine de Acción Favorito                | Captain America: The Winter Soldier | Ganador   | [ 163 ] |
| 2015 | Saturn Awards                | Mejor Actor                                     | Captain America: The Winter Soldier | Nominado  | [ 164 ] |
| 2015 | Teen Choice Awards           | Mejor Roba Escenas de Película                  | Avengers: Age of Ultron             | Ganador   | [ 50 ]  |
| 2015 | Teen Choice Awards           | Mejor Actor de Cine de Ciencia Ficción/Fantasía | Avengers: Age of Ultron             | Nominado  | [ 50 ]  |
| 2016 | Kids' Choice Awards          | Actor de Cine Favorito                          | Avengers: Age of Ultron             | Nominado  | [ 165 ] |
| 2016 | MTV Movie Awards             | Mejor Héroe                                     | Avengers: Age of Ultron             | Nominado  | [ 166 ] |
| 2016 | Critics' Choice Awards       | Mejor Actor de Acción                           | Capitán América: Civil War          | Nominado  | [ 167 ] |
| 2016 | Teen Choice Awards           | Mejor Actor de Cine de Ciencia Ficción/Fantasía | Capitán América: Civil War          | Ganador   | [ 168 ] |
| 2016 | Teen Choice Awards           | Mejor Química (con el reparto)                  | Capitán América: Civil War          | Nominado  | [ 168 ] |
| 2016 | Teen Choice Awards           | Mejor Beso (con Emily VanCamp)                  | Capitán América: Civil War          | Nominado  | [ 168 ] |
| 2017 | Kids' Choice Awards          | Actor de Cine Favorito                          | Capitán América: Civil War          | Nominado  | [ 51 ]  |
| 2017 | Kids' Choice Awards          | Patea Traseros Favorito                         | Capitán América: Civil War          | Ganador   | [ 51 ]  |
| 2017 | Kids' Choice Awards          | Amigoenemigos Favoritos (con Robert Downey Jr.) | Capitán América: Civil War          | Nominado  | [ 51 ]  |
| 2017 | Kids' Choice Awards          | Mejor Elenco                                    | Capitán América: Civil War          | Nominado  | [ 51 ]  |
| 2017 | People's Choice Awards       | Actor de Cine de Acción Favorito                | Capitán América: Civil War          | Nominado  | [ 169 ] |
| 2017 | Saturn Awards                | Mejor Actor                                     | Capitán América: Civil War          | Nominado  | [ 170 ] |
| 2017 | Teen Choice Awards           | Mejor Actor de Drama                            | Gifted                              | Nominado  | [ 56 ]  |
| 2018 | Broadway.com Audience Awards | Mejor Actor de Teatro                           | Lobby Hero                          | Ganador   | [ 62 ]  |
| 2018 | Drama League Awards          | Mejor Actuación                                 | Lobby Hero                          | Nominado  | [ 61 ]  |
| 2018 | Teen Choice Awards           | Mejor Actor de Cine de Acción                   | Avengers: Infinity War              | Nominado  | [ 171 ] |
| 2019 | Kids' Choice Awards          | Actor de Cine Favorito                          | Avengers: Infinity War              | Nominado  | [ 172 ] |
| 2019 | MTV Movie & TV Awards        | Mejor Pelea                                     | Avengers: Endgame                   | Nominado  | [ 173 ] |
| 2019 | People's Choice Awards       | Estrella de Cine de Acción Favorita             | Avengers: Endgame                   | Nominado  | [ 174 ] |
| 2019 | Saturn Awards                | Mejor Actor                                     | Avengers: Endgame                   | Nominado  | [ 175 ] |
| 2019 | Teen Choice Awards           | Mejor Actor de Cine de Acción                   | Avengers: Endgame                   | Nominado  | [ 176 ] |
| 2020 | Kids' Choice Awards          | Actor de Cine Favorito                          | Avengers: Endgame                   | Nominado  | [ 177 ] |
| 2020 | Kids' Choice Awards          | Superhéroe Favorito                             | Avengers: Endgame                   | Nominado  | [ 177 ] |
| 2021 | Jupiter Awards               | Mejor Actor Internacional                       | Knives Out                          | Ganador   | [ 178 ] |
| 2021 | Saturn Awards                | Mejor Actor de Reparto                          | Knives Out                          | Nominado  | [ 67 ]  |
| 2023 | Kids' Choice Awards          | Actor de Voz Favorito en Película Animada       | Lightyear                           | Nominado  | [ 179 ] |
| 2025 | Kids' Choice Awards          | Actor de cine favorito                          | Red One                             | Nominado  | [ 180 ] |